# Yengnan
Yengnan o Yengan (en birmà Ywangan) és un estat dels estats Shan, a la regió del Myelat, dins l'estat Shan de Myanmar. La capital és Yengnan al nord-oest de Taunggyi i a l'oest de Lawksawk. La regió és la més subdesenvolupada dels estats shan. Té una superfície d'uns 645 km² incloent l'estat subsidari de Kyawkku Hsiwan (Kyakku o Kyawkku) que té 151 km². Hi viuen principalment shan, bamar, pa-O, danu i palaung. Era un principat independent tributari del rei de Birmània amb el títol de ngwegunhmu pel cap. El 1886 el cap local va prendre part en la confederació contra els britànics però després de la victòria britànica va fer ràpida submissió i li fou reconeguda la possessió del territori (1887). El darrer senyor que va governar va abdicar el 1959 i després fou una de la Repúbliques de la unió d'Estats Shan que constituïren l'Estat Shan, amb vocació d'independència, però part de Myanmar.